# Старые Яхакасы
Ста́рые Яхакасы́ (чув. Кивьял Хапӑс, Кивӗ Яхакасси) — деревня в Вурнарском районе Чувашской Республики.  Входит в состав Апнерского сельского поселения.

## География
Находится в центральной части Чувашии, на расстоянии менее 1 км на север от районного центра поселка Вурнары.

## История
Известна с 1858 года как околоток деревни Большая Абызова (ныне не существует) с 291 жителем. В 1897 году было учтено 472 жителя, в 1926 – 136 дворов, 647 жителей, в 1939 – 743 жителя, в 1979 – 599. В 2002 году было 169 дворов, в 2010 – 136 домохозяйств. В 1931 году был образован колхоз «Пионер», в 2010 действовал ООО «Агрофирма «Санары».

## Население
Постоянное население составляло 387 человек (чуваши 98%) в 2002 году, 356 в 2010.